# Nobreza do Vale do Paraíba paulista

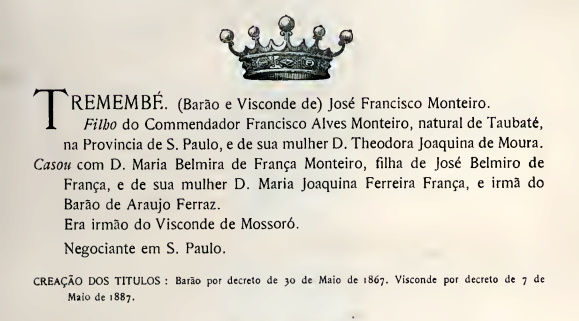
Título do "Visconde de Tremembé" em registro do Arquivo Nobiliárquico Brasileiro (1918).

A nobreza do Vale do Paraíba paulista se constituiu pelos cidadãos dessa região que foram agraciados com títulos de nobreza durante o Império do Brasil, sendo mais de 30 os titulares entre as décadas de 1820 e 1880, abrangendo figuras ilustres de municípios como Taubaté, Pindamonhangaba e Lorena.

## Contexto

A passagem de D. Pedro I pelo Vale do Paraíba paulista (1822).

O Vale do Paraíba como um todo, mas principalmente sua porção paulista, teve grande importância para a história da Independência e do Império do Brasil, devido a sua relevância política e econômica no contexto de formação do Estado brasileiro.
Politicamente, a região foi palco da passagem da comitiva de D. Pedro I no contexto do “Grito do Ipiranga”. Em 1822, saindo do Rio de Janeiro rumo a São Paulo em busca de apoio político, o então príncipe e futuro Imperador do Brasil passou por localidades como Bananal, Areias, Lorena, Guaratinguetá, Pindamonhangaba, Taubaté, Jacareí, entre outras cidades e vilas da região, angariando homens para suas tropas e criando na ocasião os primeiros títulos de nobreza em referência à região vale-paraibana.
Economicamente, o Vale do Paraíba paulista foi central para a primeira expansão da produção cafeeira, motor principal da economia brasileira durante o século XIX e início do século XX, atingindo seu apogeu nas décadas de 1850 e 1860, quando o país praticamente dominava o mercado internacional do produto. Isso explica a razão pela qual os nobres da região eram conhecidos como “barões do café”.

## Nobreza

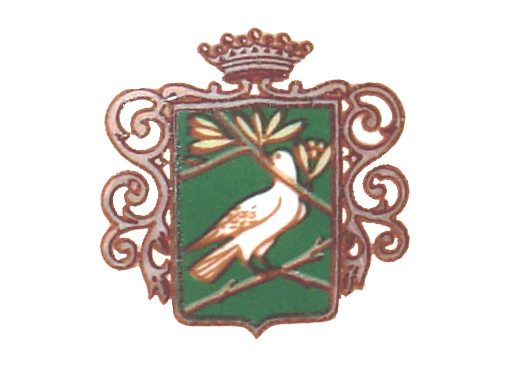
Brasão de Armas do Visconde de Guaratinguetá (1871).

Somente no Segundo Reinado, o Imperador D. Pedro II concederia 1439 títulos de nobreza, sendo vários deles concedidos a bacharéis, comerciantes, políticos, militares, fazendeiros e proprietários de escravizados do Vale do Paraíba paulista, além de comendas e outras honrarias menores. Ao todo, foram criados 36 titulares na região, sendo 9 de Pindamonhangaba, 9 de Bananal, 8 de Taubaté, 5 de Lorena, 2 de Jacareí, 1 de Guaratinguetá, 1 de São Luiz do Paraitinga e 1 de Cunha. Entre os mais famosos titulados estão homens como o Visconde de Tremembé, avô do escritor Monteiro Lobato, e o Visconde de Guaratinguetá, considerado o brasileiro mais rico de sua época.

### Pindamonhangaba
- Barão de Pindamonhangaba: Título concedido ao militar Manuel Marcondes de Oliveira Melo, em 1846, e ao proprietário rural Francisco Marcondes Homem de Melo, em 1867, em referência à vila de Pindamonhangaba.
- Barão de Paraibuna: Título concedido ao político Custódio Gomes Varela Lessa, em 1850, em referência à freguesia de Paraibuna.
- Barão Homem de Melo: Título concedido ao político Francisco Inácio Marcondes Homem de Melo, em 1877, em referência a sua família.
- Barão de Romeiro: Título concedido ao proprietário rural Manuel Inácio Marcondes Romeiro, em 1877, em referência a sua família.
- Visconde de Pindamonhangaba: Título concedido ao proprietário rural Francisco Marcondes Homem de Melo, em 1877, em referência ao município de Pindamonhangaba.
- Barão de Itapeva (ou Itapeba): Título concedido ao político Inácio Bicudo de Siqueira Salgado, em 1879, em referência ao município de Itapeva, São Paulo.
- Visconde da Palmeira: Título concedido ao político Antônio Salgado da Silva, em 1887, em possível referência a seu Palacete Palmeira.
- Viscondessa de Paraibuna: Título concedido a Benedita Bicudo Varela Lessa (viúva de Custódio Gomes Varela Lessa), em 1887, em referência ao título de seu falecido esposo.
- Barão de Lessa: Título concedido ao político Elói Bicudo Varela Lessa, em 1887, em referência a sua família.

### Bananal
- Barão de Bela Vista: Título concedido ao proprietário rural José de Aguiar Toledo, em 1860, em referência a sua fazenda no município de Bananal.
- Barão e Visconde de Ariró: Títulos concedidos ao político Henrique José da Silva, em 1867 e 1876, respectivamente, em referência ao Rio Ariró de Angra dos Reis, Rio de Janeiro.
- Barão de Bananal: Título concedido ao político Luís da Rocha Miranda Sobrinho, em 1869, em referência ao município de Bananal.
- Visconde de Aguiar Toledo: Título concedido ao proprietário rural José de Aguiar Toledo, em 1877, em referência a sua família.
- Barão de Joatinga: Título concedido ao político Pedro Ramos Nogueira, em 1877, em referência à região de Joatinga, Rio de Janeiro.
- Barão de Aguiar Valim: Título concedido ao proprietário rural Manuel de Aguiar Valim (filho de José de Aguiar Toledo), em 1884, em referência a sua família.
- Visconde de São Laurindo: Título concedido ao proprietário rural Laurindo José de Almeida, em 1884, em referência a seu nome.
- Barão de Ribeiro Barbosa: Título concedido ao tabelião Cândido Ribeiro Barbosa, em 1885, em referência a sua família.
- Barão de Almeida Valim: Título concedido ao advogado Luciano José de Almeida Valim (sobrinho de Pedro Ramos de Nogueira), em 1888, em referência a sua família.

### Taubaté
- Barão e Visconde de Tremembé: Títulos concedidos ao proprietário rural José Francisco Monteiro, em 1868 e 1887, respectivamente, em referência à freguesia de Tremembé.
- Barão e Visconde de Mossoró (ou Moçoró): Títulos concedidos ao proprietário rural José Félix Monteiro, em 1877 e 1888, respectivamente, em referência ao município de Mossoró, Rio Grande do Norte.
- Barão de Taubaté: Título concedido ao proprietário rural Antônio Vieira de Oliveira Neves, em 1877, em referência ao município de Taubaté.
- Conde de Santo Agostinho: Título concedido ao bispo José Pereira da Silva Barros, em 1888, em possível referência ao santo católico Agostinho de Hipona.
- Barão Pereira de Barros: Título concedido ao militar Jordão Pereira de Barros, em 1889, em referência a sua família.
- Barão de Pouso Frio: Título concedido ao proprietário rural Mariano José de Oliveira e Costa, em 1889, em referência a sua fazenda no município de Taubaté.
- Barão da Pedra Negra: Título concedido ao proprietário rural Manuel Gomes Vieira, em 1889, em possível referência a uma de suas propriedades no município de Taubaté.
- Barão de Jambeiro: Título concedido ao comendador Davi Lopes da Silva Ramos, 1889, em referência ao município de Jambeiro.

### Lorena
- Viscondessa de Castro Lima: Título concedido à viúva Carlota Leopoldina de Castro Lima, em 1879, em referência a sua família.
- Barão, Visconde e Conde de Moreira Lima: Títulos concedidos ao militar Joaquim José Moreira Lima (filho de Carlota Leopoldina Moreira de Castro Lima), em 1884 e 1887, respectivamente, em referência a sua família.
- Barão de Castro Lima: Título concedido ao político Antônio Moreira de Castro Lima (filho de Carlota Leopoldina Moreira de Castro Lima), em 1884, em referência a sua família.
- Barão de Bocaina: Título concedido ao banqueiro Francisco de Paula Vicente de Azevedo, em 1887, em referência à região da Serra da Bocaina.
- Barão de Santa Eulália: Título concedido ao magistrado Antônio Rodrigues de Azevedo Ferreira, em 1888, em possível referência à santa católica Eulália de Barcelona.

### Jacareí
- Barão de Jacareí: Título concedido ao político Bento Lúcio Machado, em 1849, e ao político Licínio Lopes Chaves, em 1889, em referência ao município de Jacareí.
- Barão de Santa Branca: Título concedido ao político Francisco Lopes Chaves, em 1854, e ao político Francisco Lopes Chaves (filho do antecessor), em 1888, em referência à freguesia de Santa Branca.

### Guaratinguetá
- Visconde de Guaratinguetá: Título concedido ao político Francisco de Assis e Oliveira Borges, em 1871, em referência ao município de Guaratinguetá.

### São Luiz do Paraitinga
- Barão de Paraitinga: Título concedido ao político Manuel Jacinto Domingues de Castro, em 1873, em referência ao município de São Luiz do Paraitinga.

### Cunha
- Barão de Rio Claro: Título concedido ao proprietário rural Antônio Manuel de Freitas, em 1849, em referência ao município de Rio Claro, Rio de Janeiro.

## Outros títulos
Alguns outros títulos fazem referência a municípios do Vale do Paraíba paulista, porém, foram concedidos a cidadãos não nascidos ou residentes na região, muitos dos quais apenas por lá passaram em momentos específicos, como a Independência ou algum conflito militar, como são os casos do Marquês de Taubaté (1822), do Visconde de Lorena (1826), do Barão de Lorena (1853) e do Barão de Silveiras (1860), referências às vilas de Taubaté, Lorena e Silveiras, respectivamente. Há também os casos de títulos dados a cidadãs da região que eram casadas com nobres de outras localidades, como os casos das baronesas de Cristina (1889) e de Novais (1889), ambas naturais do município de São José do Barreiro.